# Töreky Zsuzsa
Töreky Zsuzsa (Budapest, 1955. április 29. –) Jászai Mari-díjas magyar színésznő.

## Életpályája
1979-ben végzett a Budapesti Tanítóképző Főiskolán. 1979-1983 között a Színház- és Filmművészeti Főiskola diákja volt.
1983-1987 között a Veszprémi Petőfi Színház színésznője, 1987-1988 között szabadúszó volt. 1989-1992 között a Pécsi Nemzeti Színházban játszott. 1992-től újra szabadúszó volt, majd a Győri Nemzeti Színház tagja lett, ahol 2018-ig volt tag.

## Színházi szerepei
- Euripidész-Goethe: Iphigeneia a tauruszok földjén...
- Zuckmayer: A Köpenicki kapitány...
- Csehov: Cseresznyéskert... Varja
- Federico García Lorca: Vérnász... Leonardo felesége
- William Shakespeare: Ahogy tetszik... Rosalinda
- Wilder: A házasságszerző... Ermengarde
- Zilahy Lajos: Zenebohócok... Fruzsina
- Tolsztoj: Kreutzer szonáta... Jelizaveta Szergejevna; Marija Fjodorovna
- Milne: Micimackó... Malacka
- Sőtér István: Júdás... Márta
- Katajev: A kör négyszögesítése... Ludmilla
- O'Neill: Ó, ifjúság!... Belle
- William Shakespeare: Szeget szeggel... Izabella
- Vajda: Villa Negra... Mara
- Háy Gyula: A ló... Ameana
- Krúdy Gyula: A vörös postakocsi... Tizenhárom Sári
- Gyurkovics Tibor: Fekvőtámasz... Ibi
- Örkény István: Forgatókönyv... Nánási Piri
- Bíró Lajos: A rablólovag... Anna
- Arthur Miller: Pillantás a hídról... Catherine; Beatrice
- Mészöly Miklós: Az ablakmosó... Anna
- William Shakespeare: Antonius és Kleopátra... Octavia
- Albee: Nem félünk a farkastól... Honey; Martha
- Turgenyev: Apák és fiúk... Katyerina
- Schiller: Don Carlos... Valois Erzsébet
- Ayckbourn: Az ejnye-bejnye kórus... Fay
- Shaffer: Vígjáték sötétben... Clea
- William Shakespeare: Szentivánéji álom... Heléna
- Kornis Mihály: Halleluja... Cica; Baba; Demeterné
- Werfel: Jacobowsky és az ezredes... Marianne
- Willard: A macska és a kanári... Cicily Young
- Fassbinder: Petra von Kant keserű könnyei... Sidonie
- Füst Milán: Boldogtalanok... Nemesváraljai Gyarmaki Róza
- Spiró György: Kvartett... Nő
- Ahlfors: Színházkomédia... Matild
- Mrożek: Özvegyek... Második özvegy
- Ödön von Horváth: Mesél a bécsi erdő... Valéria
- Hampton: Veszedelmes viszonyok... Volangesné
- Pörtner: Hajmeresztő... Mrs. Schubert
- Egressy Zoltán: 4x100... Dzsudi néni
- Örkény István: Macskatájék... Egérke
- Kiss Csaba: A dög... Irén (feleség)
- William Shakespeare: Hazatérés Dániába... Gertrud
- Tremblay: Sógornők... Marie-Ange Brouillette
- Anouilh: Médeia... Médeia
- Rose: Tizenkét dühös ember... 3. esküdt
- Molnár Ferenc: Az üvegcipő...Adél
- Poiret: Őrült nők ketrece... Barchét asszony
- Enquist: A tribádok éjszakája... Marie Caroline David
- Frayn: Függöny fel!... Dotty
- Egressy Zoltán: Kék, kék, kék... Tera
- Miller: Az ügynök halála... Linda
- William Shakespeare: Hamlet... Gertrud királyné

## Filmjei

### Játékfilmek
- Cha-Cha-Cha (1982)
- Nyom nélkül (1982)
- Gyertek el a névnapomra (1983)
- Rohanj velem! (1983)
- Hatásvadászok (1983)
- Ember és árnyék (1985)
- Csók, Anyu (1986)
- Valahol Magyarországon (1987)
- Férfi és nő - Nő és férfi (1987)
- Árnyék a havon (1992)
- Szamba (1995)
- Liza, a rókatündér (2015)

### Tévéfilmek
- Optimisták (1981)
- Csere Rudi (1988)
- Lakodalom (1989)
- Az én nevem: Jimmy (1989)
- Angyalbőrben (1991)
- Privát kopó (1993)
- Éretlenek (1995)
- Kisváros (1998)
- TV a város szélén (1998)
- Könyveskép (2005)